# 17930 Кеннетхотт
17930 Кеннетхотт (17930 Kennethott) — астероїд головного поясу, відкритий 6 квітня 1999 року.
Тіссеранів параметр щодо Юпітера — 3,627.